# Садове (Чечня)
Садове (рос. Садовое) — село у Грозненському районі Чечні Російської Федерації.
Населення становить 3206 осіб. Входить до складу муніципального утворення Пролетарське сільське поселення.

## Історія
Згідно із законом від 20 лютого 2009 року органом місцевого самоврядування є Пролетарське сільське поселення.

## Населення
| 1990 | 2002  | 2010  |
| ---- | ----- | ----- |
| 2264 | ↗2535 | ↗3206 |